# 哔哩哔哩
哔哩哔哩（英語：bilibili）是一个以ACG相关內容起家的弹幕视频分享网站，通称B站。bilibili的前身为徐逸于2009年6月26日创建的视频分享网站Mikufans，后于2010年1月24日更名“bilibili”。
哔哩哔哩涵盖的內容领域隨日益发展而逐渐扩张，主要分区有番剧、国创、放映厅、纪录片、漫画、专栏、直播、课堂、动画、音乐、舞蹈、游戏、知识、数码、生活、美食、VLOG、鬼畜、时尚、娱乐、影视、电影、电视剧、音频，除此之外亦有会员购、专题中心、全区排行榜、活动中心、能量加油站、社区中心、工坊集市、小黑屋、音乐PLUS、游戏中心（特指由哔哩哔哩代理登录接口的游戏发布平台）、游戏赛事的区域。除了视频外哔哩哔哩还运营有《命运/冠位指定》、《崩坏学园2》、《碧蓝航线》等多部游戏。而现在网站标题中含有“( ゜- ゜)つロ 乾杯~”的颜文字以做宣传。除此之外bilibili也被用戶稱為小破站、小电视。至2020年，bilibili用户的平均年龄为21岁左右，是年輕人的聚集地。
至2023年3月31日，哔哩哔哩月均活跃用户达3.15亿，移动端月均活跃用户达2.76亿，分別增加31%及33%。在用户健康增长的基础上，B站也在不断加快商业基础设施建设，提高社群服務管控能力。B站月均付费用户增长至2,720万，同比增长33%，付费率提升至9.3%。不過做大的同時，bilibili的成長空間也逐漸飽和，影視會員與視頻業務在2022年營運呈現虧損擴大狀態，大量的年輕新人湧入卻未能利用，導致部分老用戶感覺B站變了，對現在的評論管理機制與風氣感到不滿，同時其up主也因為投稿不順、分成不足等問題，開始出現部分停更現象。對此B站開始進行裁員降本增效，重新把精力投入遊戲與商業製作上，計划2024年达到盈亏平衡。
2025年5月20日B站宣布的第一季度财务报告显示，一季度B站营收为70亿元，同比增长24%，净亏损为1070万元，同比收窄99%。不算股权激励等费用，B站实现经调整净利润3.62亿元，去年同期为亏损4.4亿元。实现了扭亏为盈。

## 历史

### 创建和发展
哔哩哔哩（Bilibili）的前身是徐逸（网络ID为“⑨bishi”）于2009年6月26日创建的 Mikufans.cn，旨在为初音未来（Hatsune Miku）爱好者提供一个交流平台。徐逸曾在百度贴吧将之描述为 AcFun 的“后花园”。
2010年1月24日，Bilibili 正式建立，域名为 bilibili.us，其名称取自《魔法禁书目录》男主角上条当麻对第二女主角御坂美琴的昵称“bilibili”。该名称中的是一个表示电流击穿空气的拟声词，台湾角川将此词译为“放电国中妹”。由于御坂美琴是徐逸最喜欢的女性角色，其正式会员考试题中亦出现相关题目。
2010年3月16日至5月6日，AcFun 爆发混乱和刷爆弹幕事件，大量视频弹幕中出现了“大陆最好的弹幕站 bilibili.us”以及“大陆喷子最多的弹幕站 acfun.cn”，大量会员流向 Bilibili。
2011年6月25日，bilibili.us 域名失效，正式访问域名更改为 bilibili.tv。2011年9月，杭州幻电科技有限公司成立。2014年6月16日，域名改为 bilibili.com，沿用至今，输入原先的 bilibili.tv 会自动跳转。
网站最早的视频是其创始人徐逸于2009年6月24日上传的《绿坝绿坝★河蟹你全家!》，该视频现已无法播放，原链接已失效。

### 网站改版
2013年10月，B站获得IDG数百万美元首轮融资。哔哩哔哩网站在2013年12月进行改版，改版后更加扁平化，同时导致了部分助手补丁的失效。手机等移动端会跳转至m.acg.tv开头的网址，新番区未登录地址会显示为bilibili.kankanews.com开头。同时由于网站改版需要，相关番剧类专题的主管理权限将陆续移至官方统一管理。专题的主管理将会被调整为协管，可以继续编辑专题内容。2014年9月4日，哔哩哔哩网站新版本α上线（但此后B站不再像Niconico动画一样做版本命名，并且官方多次更改首页格式也不再提及其命名），但也可切换到旧版。新版上线后，哔哩哔哩取消了积分制，原积分以100:1兑换为硬币（原账号积分并未清零，而是留作纪念，但并无任何实际用处）。除此之外还有改变排行榜算法、拆分和合并大区、拆分排行榜等改动。

### 内部问题
2012年10月14日，因为新番投稿“搬运”（将某一个网站的视频由第三方用户上传至另外一个网站）问题，“搬运工”黎亦乔与哔哩哔哩管理员及站长⑨bishi发生语言冲突，⑨bishi“真当自己大小姐”的回复成为议论焦点，随后造成众多老新番“搬运工”删除自己的新番视频投稿/视频源/弹幕池並作出离开哔哩哔哩的声明。⑨bishi事后在其微博对事件进行解释及道歉，事件造成了上千视频投稿被删除，主要为新番区、合集区的动画视频。哔哩哔哩网站方面亦发动群众用户进行补档（恢复被删除的视频），并将弹幕转移到新补档视频里。。
2014年7月18日，哔哩哔哩新浪官方微博在早上9:03（UTC+8）发布对在其网站投稿的UP主12dora的处罚公告，公告中称由于UP主12dora“长期通过违规手段操控哔哩哔哩各区排行榜，推广纯商业广告，影响正常用户的观看体验”，借此永久封杀12dora及其相关账号以解决利益纠纷，并且发布由相关人士的录音于哔哩哔哩上，最终以当事人12dora道歉退站并被封号（于2020年11月17日解封），⑨bishi（站长）接受道歉结束。
2016年7月28日，bilibili发布《致合作伙伴的公开信》，称前bilibili游戏运营负责人高楠楠涉嫌职务犯罪，伙同丈夫以及其丈夫的表弟李伟东在外开办公司进行利益输送，涉及金额超过100万元人民币。高楠楠、李伟东等人已被警方立案调查，处于取保候审。

### 版权调整
2012年4月17日，bilibili高调宣布获得官方正式授权，同步放送《Fate/Zero》动画；但转播了三集后，因无视听许可证，其不具备转播资格，违反《互联网视听节目服务管理规定》的有关规定而被杭州市文化广电新闻出版局处罚，终止转播。直播页面于26日夜，从首页上消失。之后乐视得到了《Fate/Zero》第二季同步播放版权。2012年7月31日，哔哩哔哩网站页脚增加了“SMG成员机构”、“SMG东方宽频旗下网站”标志及网络视听相关服务所需的经营许可证号（由上海东方传媒（集团）有限公司提供），而“SMG”工作人员称“两家只是交换了友情链接而已，并没有发生任何购并的关系”；数日后，上述许可证被移除，仅保留“SMG成员机构”等标志。
2014年7月，据官方微博称：“经独家正版授权，7月搞笑新番《浦安铁筋家族》将于每周日晚22:30播出。”这是在传播视听节目许可证获得后的第一个版权番。2014年10月1日，哔哩哔哩网站新番承包以及B币系统上线，系统上线后哔哩哔哩增加以支付宝或银行卡付款兑换为B币，同时上线“新番承包”计划，以众筹方式购买动画版权，B币可用于各新番进行承包，以协助支付版权费用，但是因为版权原因封禁的中国大陸以外的IP不会因为捐赠而解封。之后声称相继取得了多部超过当时播放期的日本电视动画作品的网络播放权并公开发布，并有参与中国大陆多个视频网站购买当季日本电视动画网络播放权。
2014年，寰亚电影发行（北京）有限公司起诉哔哩哔哩对《中国合伙人》侵害作品信息网络传播权，2014年7月7日法院正式受审，2014年10月上海市第一中级人民法院终审判决杭州幻电科技有限公司侵权成立，赔偿原告经济损失10万余元，11月二审维持原判。
2014年12月24日，哔哩哔哩的实体运营公司上海幻电信息科技有限公司遭到北京爱奇艺、北京奇艺、斗鱼TV以及华视网等多家公司的起诉，案由均为“侵害作品信息网络传播权”。2015年2月，西安佳韵社数字娱乐发行有限公司、上海聚力传媒技术有限公司等再次以“侵害作品信息网络传播权”将bilibili告上法庭。2015年2月10日，主播“黑桐谷歌”发表声明斥责斗鱼利用与自己合同的漏洞使用舆论攻击B站。
2016年5月，bilibili在《Re:從零開始的異世界生活》《火影忍者》《双星之阴阳师》《百武装战记》《美妙天堂 3》之前加入了15秒的广告，而这与bilibili在2014年作出的“bilibili的正版新番永远不加贴片广告”的承诺相悖，董事长陈睿在知乎上称是版权方要求所致，并将全额返还承包金额。
2016年7月20日，搜狐视频称近期上海知识产权法院就搜狐视频诉上海幻电信息科技有限公司《张小五的春天》信息网络传播侵权案，做出终审判决，判决bilibili承担侵权责任。
2016年8月24日，蔡明亮工作室发微博，要求bilibili就盗版并在客服搪塞蔡明亮作品一事在24小时内道歉。25日凌晨，bilibili在旗下微博哔哩哔哩黑板报发表公开致歉信，称客服未能有效解决问题，负有沟通不畅的责任并下架全部未经授权的蔡明亮导演作品。同天，蔡明亮工作室称“对制片方造成的严重损失，不需要赔偿吗”、“不在官网道歉，诚意何在”。8月25日，bilibili官方微博再次发表道歉，宣布将购买蔡明亮非常喜爱的两本书《愛，從呼吸開始吧！》及《不焦虑的活法》各500本，免费赠阅广大用户。
2017年12月22日，bilibili称由于版权方的要求，从2018年1月1日起开始对B站当季外购的部分新番实行“付费先看”策略。

番剧播放页的下架公告

2017年12月31日，bilibili称由于版权方东京电视台的要求，从2018年1月1日起，东京电视台版权的番剧对非付费用户将显示至少1分钟不可跳过的前贴片广告。
2018年1月13日，bilibili称因技术原因暂时无法履行版权合约中的部分责任要求，在解决技术问题期间，与此相关的37部番剧（均为东京电视台播出的番剧）需暂时做下架处理。对于受到损失的付费用户，B站会给出补偿一个月的大会员时长。
2018年2月14日，bilibili在其专栏内宣布因“技术原因”下架的37部东京电视台番剧将于2月17日逐步恢复上架，复播后仅支持大会员观看。

### 融资
2013年10月，bilibili完成A轮融资，获得数百万美元首轮融资，投资方为美商國際數據集團。同时，哔哩哔哩在开曼群岛离岸控股公司哔哩哔哩股份有限公司成立。
2014年10月8日下午，bilibili在新浪微博上有网友曝光“哔哩哔哩融资计划书”，该计划书预计bilibili 2015年底的DAU将超过2000万，MAU8000萬以上。而⑨bishi（站长）在新浪微博称该计划书非bilibili制作，且网站一直处于亏损状态。
2014年10月，bilibili完成B轮融资，投资方为國際數據集團、通天顺，规模达数千万美元。
2015年8月，bilibili完成C轮融资，掌趣科技宣布出资1222.72万人民币进行投资，占股哔哩哔哩0.71%。
2015年11月份，bilibili获得由腾讯、华人文化产业基金、H Capital、正心谷创新资本联合进行的D轮融资，规模达上亿人民币。
2018年3月2日，bilibili計劃在美國紐約證券交易所上市，向美國證券交易委員會公開提交IPO申請，融資4億美元，交易代碼為「BILI」。BILI採雙層股權制，上市股票為Z類股，一股一票；現有經營者為Y類股，一股十票。募資聲明用途有三：作研究與發展、作市場行銷及作一般業務支出並含戰略性投資。
2018年3月17日，bilibili更新后的招股书则将上市地点从纽约证券交易所变更至了纳斯达克，拟发行4200万ADS，每ADS代表1股Z类普通股，发行价格区间为10.5美元至12.5美元，募资区间为4.41亿美元到5.25亿美元。加上承销商超额配售，B站最高募资金额6.0375亿美元，超过了B站在首次提交的招股书文件中所说的拟募资4亿美元。
2018年10月3日騰訊控股以每股12.67美元的價格，認購bilibili新發行的普通股共計25063451股，價值3.176億美元持股量增至12.3%股權。
2019年4月37日，bilibili通過可轉債發售和後續股票發行成功融資8.24億美元，比最初計劃的多出2億美元。 bilibili原計劃籌資6億美元，並分為兩個部分：發行約1710萬股美國存託股票（ADS），其中1055萬股是新股，其餘約663萬股來自現有股東。
2020年4月9日，bilibili宣布获得索尼4亿美元的战略投资，双方将在多个领域展开合作，尤其是动画和移动游戏领域。索尼将通过子公司索尼美国持有bilibili已发行股份总额的约4.98%，成为bilibili的第六大股东。

### 投资
2014年11月26日，bilibili设立日本分部，注册资本5000万日圆。2015年，bilibili投资《洲崎西》，并加入制作委员会。
哔哩哔哩在文化娱乐领域投资的公司数量超过20家，涉及到整个动漫产业链的上下游阶段，且以内容创作型公司为主。
2015年12月25日，哔哩哔哩已与上海东方传媒集团有限公司（SMG）合资成立哔哩哔哩影业有限公司。2017年5月22日，哔哩哔哩将哔哩哔哩影业45%股权以200万元人民币转让给上海尚世影业有限公司。
2016年5月20日，bilibili宣布，原旅游子品牌bilibiliyoo更名为“银河漫游指南”，将拆分成为独立公司。
2016年10月14日，哔哩哔哩冠名赞助上海大鲨鱼篮球俱乐部，球队更名为上海哔哩哔哩。
2017年12月18日，bilibili宣布将成立电竞俱乐部Bilibili Gaming，简称BLG。其中，俱乐部旗下英雄联盟BLG战队将在原LPL战队IMay的基础上组建的，并将会代表B站征战LPL的S8赛季。
2018年5月16日，上海幻电信息科技有限公司联合上海绘界文化传播有限公司，成立了哆啦哔梦（上海）文化传播有限公司。陈睿任董事长，董志凌任总经理。
2018年9月7日，取得「守望先锋联赛」杭州席位及其特许经营权。
2018年11月15日，bilibili旗下「上海哔哩哔哩电竞信息科技有限公司」发布「守望先锋联赛」杭州队品牌「杭州闪电（Hangzhou Spark）」。

### 上市
2018年3月28日13时30分（UTC），bilibili在美国纳斯达克（NASDAQ）证券交易所挂牌上市。上市板块为纳斯达克全球精选市场（NASDAQ-GS）。
2018年10月3日，騰訊以每股12.67美元的價格，認購bilibili新發行的普通股共計25063451股，價值3.176億美元持股量增至12.3%股權。
2019年2月14日，阿里巴巴集團通過全資子公司淘寶中國以每股18.2美元，合共約4.4億美元（約30.5億人民幣）入股bilibili10.8%的Z類普通股，約佔總股本的8%。
2019年6月27日，哔哩哔哩成立中共党委。
2020年2月10日的股東報告顯示，騰訊目前持有B站4374.95萬股Z類普通股，占Z類股比例為18%，占B站總股本的13.5%。其中騰訊全資子公司騰訊移動和OPH B分別持有B站3279.5萬股和1095.4萬股Z類股票，持股比例分別為13.5%和4.5%。
2020年4月9日，索尼通过旗下子公司索尼美国（Sony Corporation of America）向bilibili以4亿美元购入其17,310,696股，占B站总股的约4.98%。
2021年3月29日，bilibili在香港交易所（HKEX）挂牌上市，股票代码为9626.HK。

### 公司架构
- Bilibili Inc.（哔哩哔哩股份有限公司）[86][87]
  - Bilibili HK Limited（香港哔哩哔哩有限公司）
  - Hode HK Limited（香港幻电有限公司）
    - 上海哔哩哔哩科技有限公司（Shanghai Bilibili Technology Co., Ltd.）- 技术开发
    - 幻电科技（上海）有限公司（Hode Shanghai Limited.or Hode Technology ） - 技术开发

  - 株式会社ビリビリ（Bilibili Co. Ltd.） - 业务发展
  - Auwong Technology (HK) Limited
  - Dreamcaster Technology Global (HK) Limited
  - Zenith Group Holdings Co. Limited
  - Miaosila HK Limited

## 服务

### 板块分类
bilibili目前有开设有番剧、电影、国创、电视剧、综艺、纪录片、动画、游戏、鬼畜、音乐、舞蹈、影视、娱乐、知识、科技、资讯、美食、生活、汽车、时尚、运动、动物圈、VLOG、搞笑、单机游戏、虚拟UP主和公开课等27大板块。
| 番剧     | 连载动画、完结动画、资讯、官方延伸、新番时间表、番剧索引                                                          |
| 国创     | 国产动画、国产原创相关、布袋戏、动态漫·广播剧、资讯、新番时间表、国产动画索引                                     |
| 动画     | MAD·AMV、MMD·3D、同人·手书、配音、模玩·周边、特摄、动漫杂谈、综合                                                 |
| 鬼畜     | 鬼畜调教、音MAD、人力VOCALOID、鬼畜剧场、教程演示                                                                 |
| 舞蹈     | 宅舞、街舞、明星舞蹈、国风舞蹈、颜值·网红舞、舞蹈综合、舞蹈教程                                                   |
| 娱乐     | 娱乐杂谈、CP安利、颜值安利、娱乐粉丝创作、娱乐资讯、明星综合、综艺                                                |
| 科技     | 数码、软件应用、计算机技术、科工机械、极客DIY                                                                     |
| 美食     | 美食制作、美食侦探、美食测评、田园美食、美食记录                                                                  |
| 汽车     | 汽车知识科普、购车攻略、新能源车、赛车、改装玩车、摩托车、房车、汽车生活                                          |
| 运动     | 篮球、足球、健身、竞技体育、运动文化、运动综合                                                                    |
| 游戏     | 单机游戏、电子竞技、手机游戏、网络游戏、桌游棋牌、GMV、音游、Mugen、游戏赛事                                      |
| 音乐     | 原创音乐、音乐现场、翻唱、演奏、乐评盘点、VOCALOID·UTAU、MV、音乐粉丝饭拍、AI音乐、电台、音乐教学、音乐综合、说唱 |
| 影视     | 影视杂谈、影视剪辑、影视整活、AI影像、预告·资讯、小剧场、短片、影视综合                                           |
| 知识     | 科学科普、社科·法律·心理、人文历史、财经商业、校园学习、职业职场、设计·创意、野生技能协会                         |
| 资讯     | 热点、环球、社会、综合                                                                                            |
| 生活     | 搞笑、亲子、出行、三农、家居房产、手工、绘画、日常                                                                |
| 时尚     | 美妆护肤、仿妆cos、穿搭、时尚潮流                                                                                 |
| 动物圈   | 喵星人、汪星人、小宠异宠、野生动物、动物二创、动物综合                                                            |
| 虚拟up主 | 游戏、音乐、动画、其他                                                                                            |

番剧区、国创区和放映厅设有有索引方便查找。番剧区和国创区另有新番时间表。
除此之外，还设有专栏、直播与芒果TV合作专区，以及戏称的广告区和评论区。
各个分区有各自的热门视频板块。站内设有全站排行榜的同时也有原创榜、新番榜、影视榜、新人榜。

### 账号
哔哩哔哩早期限制注册，只有特定时期才开放注册，后可以在任何时间注册，但没有邀请码激活或未通过考试的用户则无法成为正式用户，无法发弹幕，而早期已经注册的用户默认为正式用户。普通游客可以观看大部分视频，但是一部分视频没有权限观看，并且普通游客的弹幕系统相比于会员也受到限制，未升级至正式会员的用户无法发送弹幕。普通游客无法给视频及文章和Flash游戏留言，无法发送和下载弹幕，也不能查看历史弹幕、发布作品。未升级为正式会员的用户通过考试之后可以成为正式会员，正式会员可以发布弹幕。2015年5月19日前想要成为正式会员需回答一份100题的多项选择题，以ACG知识为主，混有历史，遗传学，电脑，化学知识等等，其难度之高被网友封为“中国御宅学高考”。弹幕君权限及以上权限可以使用特殊弹幕模式。2015年降低答题难度，要做20道礼仪题（要全部答对）和30道知识题（可自选题目类型，需要得到及格分数）就能成为正式会员。2017年2月26日恢复100题转正考试。

#### 会员制度
哔哩哔哩弹幕网的会员等级制度灵感来源于魔法禁书目录，共分为七级，分别为LV0-LV6，每个等级各有不同的特权，等级越高特权更多。自2022年4月起，推出了“硬核会员”LV 6+，LV 6的会员在通过“硬核会员进阶测试”后，将成为硬核会员，有效期365天。

#### 付费功能
2016年10月9日，B站推出付费业务“大会员”，单月购买需要人民币25元，3个月68元，12个月年费233元。大会员在bilibili享受“钛合金画质”（1080p+原生分辨率）、评论区表情、空间自主头图、抢先观看通道等服务，年费大会员还享有每月B币返利、粉红色昵称、游戏福利礼包、周边折扣等服务。
2016年11月7日，大会员宣布改版，取消购买入口，改为会员积分兑换。2017年9月4日，B站重新开放大会员直接购买通道。
从2018年1月1日起，B站对部分番剧采取“付费先看”模式，即大会员享有优先观看最新一集的权利，其他非付费用户需要延迟一周才能观看上述番剧。番剧完结后两周，除第一集免费观看以外，其他集数大会员专享。某些番剧提供付费（B币）购买。2020年1月，B站将部分番剧转为大会员专享。
目前为止，哔哩哔哩大会员可以享受的视听权限有：杜比全景声、基于HDR10技术的“真彩HDR”观影模式、高帧率、高码率画质（最高可达8K超高清）

#### 小黑屋功能
2017年2月26日，B站小黑屋功能上线，旨在优化视听环境与用户体验，规范网站内容。当管理员发现违规内容后，将对违规内容进行删除并对违规者进行相应处罚，且处理结果经过审核后将张贴在小黑屋中，并由审核人员加以点评，以起到震慑作用。
2017年6月15日，B站官方推出风纪委员会功能，只要是B站LV3（同年6月16日改为LV4，后再次改为LV3，但必须入站一年以上）及以上的会员、90天内无违规操作和实名认证即可申请成为风纪委员。风纪委员可以对部分社区违规举报进行仲裁，通过投票决定该行为是否违规。风纪委员单次任期为30天，可连任。

### 视频投稿和审核
B站允许发布重复视频（称为视频撞车），但是一旦发布重复视频,后发的视频会被限制流量。同时，其允许高分辨率视频撞同内容的低分辨率视频。如果一个新番被其他UP主上传后，本来哔哩哔哩指定的UP主或负责这部新番的UP主会有两个小时的时间上传，超过两个小时后还未上传，哔哩哔哩会采用其他UP主上传的新番，2012年10月16日后投稿保护时间已被延长至六小时。在新浪视频禁止上传后，B站利用乐视云提供的视频服务上传，支持AAC编码、比特率128 Kbps的音频以及MP4编码、比特率2 Mbps，文件大小2 GB以下的视频。优酷视频可投娱乐区，非娱乐区需满足一定条件，且不能投音乐区、新番区。在2012年8月21日，优酷投稿一度不再被允许，但事实上优酷投稿仍会出现在该网站。8月27日，优酷来源再次被允许，不过要求更加严格，最低画质要求为高清。2011年12月1日，土豆投稿不再被允许。
2018年3月22日，bilibili清晰度升级全面公测，大幅放开各个清晰度上传视频的码率限制（其中视频比特率限制提高到6 Mbps、音频比特率限制提高到320 Kbps）。2020年5月28日，进一步开放4K分辨率画质，视频比特率限制再次提高到20 Mbps，同时支持最高达120 fps的帧率。官方宣传此次升级可以提供更加沉浸的视听体验，但只支持部分设备和浏览器。。
2021年12月6日，开放8K分辨率画质，视频比特率限制再次提高到60Mbps，但只支持部分设备和浏览器。
与中国大陆其他视频网站类似，bilibili同样存在内容审核，在网站合法商业化后，内容审查力度加大。2017年2月9日起不再允许个人用户上传时政类视频，仅允许认证机构上传相应内容，直到当前仍然如此。
在B站违规的视频将会进行退回或锁定处理，如视频只存在部分违规，只作退回处理，并要求用户做修改后再上传；如果视频存在整体违规，B站将会对其进行退回且锁定处理，并不允许修改。很多违规不过审的视频其解释原因只会显示“不适宜内容”很少会做出具体解释。而且B站还会出现已经过审的视频被退回的情况。2021年4月开始，地图及政治标志有关方面的审核标准及原因被写进bilibili创作公约。
对于某些视频，bilibili会添加警示语：
- 涉及迷信、占卜的视频，BiliBili会在审核通过之后，在视频标题下方（移动端则位于上方）打出“该内容仅供娱乐，请勿轻信”字样。
- 涉及人工智能技术合成的视频，BiliBili会在审核通过之后，在视频标题下方（移动端则位于上方）放入“该视频疑似使用智能合成技术，请谨慎识别！”字样。
- 涉及酒类的视频，BiliBili会在审核通过之后，在视频标题下方（移动端则位于上方）放入“温馨提示：过量饮酒，有害健康”字样。

### 观看视频
bilibili内一部分视频来源于日本各电视台的深夜动画与NICONICO动画、YouTube等视频分享网站，也有不少中国国内动漫爱好者制作的二次创作内容。视频内容是有上传者保存在或使用新浪播客、腾讯播客、优酷等中国大陆视频分享网站并通过非正规的盗链以及利用乐视云获得相应视频。从2013年4月起的新番投稿列表中出现了如《我的妹妹哪有这么可爱！》等已有乐视网腾讯网等宣布取得中国大陆独家网络播出授权的动画作品，与通常惯例的字幕组作品不同，这些动画作品均由网站ID为“搬”的用户（现已改名哔哩哔哩番剧）投稿，并且视频直接来源自乐视网，腾讯网等网站。
2013年6月底，网站重新开放视频直接上传功能。直接上传的视频均被存放在乐视网旗下的乐视云中，并对上传视频进行二次编码。2013年9月初，用户发现网站的新视频播放器会根据用户IP段，对视频来源进行切换。如果IP被确定为来自中国大陆，则不论投稿视频源为新浪视频或者其他视频网站，视频源均会被重新指向乐视云，而使用VPN等网络代理技术获得中国以外的IP的用户则可如以往一样从投稿源获取视频并观看。10月起，所有乐视网版权的作品均无条件重定向至乐视源或者跳转至乐视网相关页面，且IP不属于中国大陆的都会被提示版权信息而无法播放，但是部分会员和安卓等智能手机客户端不受此影响。
另外bilibili成立了只有港澳台IP可以訪問的網站MIMI，放置從港澳台渠道獲得正版動畫授權的播放網站。後來網站關閉，授權港澳台的影片直接上傳至bilibili，但部分动画会依授權範圍而在影片標題上标注“仅限□□地區”字样，且投稿用户的ID显示为“哔哩哔哩番剧出差”。除港澳台地区外，2020年底，bilibili低调开通东南亚版专属客户端，主要放置从东南亚地区获得授权的正版动画。并提供泰文，英文，越南文，印尼文，简体及繁体中文六种不同CC字幕可选。
2020年3月23日，BV号成为B站使用的视频编号；彻底替代之前的B站AV号（纯数字编号）。BV号是由数字、大写字母和小写字母通过算法来获得的一个编码，共10位。不过目前仍然可以通过AV号找到视频并在评论区内点击AV号跳转。
B站亦拥有竖屏专属的"bilibili Story"，类似于抖音和YouTube Shorts。在主打竖屏视频的姊妹产品轻视频下线之后，其与原B站竖屏模式整合为新的“Story模式”。

### 发弹幕
哔哩哔哩提供以下三种常用弹幕模式：滚动弹幕、顶端弹幕、底端弹幕。给UP主（投稿视频的用户）2个硬币并获得UP主同意的用户可以发布高级弹幕。其形式包括但不限于：逆向弹幕、可精确定位于任何位置的弹幕，能够渐隐、变色、斜向的弹幕。游客和二级以下的用户不能发弹幕且游客无法在视频页面下方留言评论。普通用户可发布弹幕长度不大于100个字符，能改变颜色，选择顶端固定、底端固定、由右向左移动的弹幕，字号限制为“小”、“中”，可以发表视频页面下方留言评论，可以发布投稿，可以管理（删除/保护）自己投稿视频中的弹幕等。高级弹幕需要经过UP主同意并花费2硬币方可发送。每个视频的弹幕数量根据视频长度不同而不同：
| 视频时长 | 30秒以内 | 31秒~1分钟 | 1~3分钟 | 3~10分钟 | 10~15分钟 | 15~40分钟 | 40~60分钟 | 大于60分钟 |
| -------- | -------- | ---------- | ------- | -------- | --------- | --------- | --------- | ---------- |
| 弹幕上限 | 100      | 300        | 500     | 1000     | 1500      | 3000      | 6000      | 8000       |

不同的弹幕也可以由视频发布者分置在不同的“弹幕池”中，以用来保护字幕和“神弹幕”。UP主具有将所有弹幕清空或保护弹幕的权限，哔哩哔哩的弹幕播放器的“弹幕隐藏”功能的作用原理是直接停止任何实时评论的显示，这点和Acfun不同，Acfun的弹幕隐藏原理是将所有的实时评论的颜色设置为透明。

### 直播
“bilibili直播”是bilibili所属的弹幕式视频直播分享网站。站内直播视频主要来自主播，有时也会有游戏国际赛事、体育赛事、综艺节目甚至时政新闻的直播内容。注册用户通过实名认证申请成为主播。观众观看直播时使用金电池（与给视频上传者充电用的电池不是同一种类型）赠送的道具，主播均可获得收入；部分时政内容直播间不开通打赏和（或）评论功能。除直播外，主播也可设置在直播频道轮播之前在bilibili投稿的内容。
2018年，bilibili直播全程直播LPL英雄联盟职业联赛常规赛、季后赛、季中赛、洲际赛、S8全球总决赛以及全明星等赛事，观众们可以在B站官方英雄联盟赛事直播间观看60帧5000k码率的原画赛事直播。
2021年，bilibili获得英格兰足总杯中国大陆地区独家播映权，并于2021-22赛季第二轮起全程转播，这是该站首次获得播映授权的体育赛事直播。

### 音频区
2017年9月28日，音频区在哔哩哔哩的手机客户端上线，用户可以将客户端当作音乐播放器进行使用。
2018年2月7日，加入正版音乐专辑引入计划。

### 投稿盈利
2016年，bilibili推出打赏功能“充电计划”，用户的打赏将会在扣除一定成本后归up主所有。
2018年1月，bilibili宣布推出“bilibili创作激励计划”，让加入计划并持续投稿的up主通过视频制作获得收入。UP主需要“电磁力（页面存档备份，存于）”的“创作力”或“影响力”达到55和“信用分“不低于80分才能加入该计划。UP主加入计划后，投递的单个原创自制稿件达到1000播放量时，即可开始获得激励收益，并在次月通过贝壳系统结算。

### 青少年模式
2019年5月28日，bilibili宣布 bilibili APP上线“青少年模式”功能。用户每日首次打开APP时，可根据弹窗提示选择开启“青少年模式”。在“青少年模式”下，用户浏览的内容由bilibili青少年模式内容团队精选呈现。“青少年模式”下，用户每日的累计浏览时间限定为40分钟，从每日22时至次日6时无法浏览APP。用户在“青少年模式”下无法使用直播打赏功能。。但是青少年模式目前仅做了手机APP版及iPad APP版，尚未给为电脑网页版添加青少年模式。

### 会员购
2017年，bilibili上线会员购功能，该功能板块属于B站基于ACG内容衍生品的电商平台，售卖动漫手办，周边和漫展票等物品。

## 收入
按2018年向美國證券交易委員會提交的申請書顯示，嗶哩嗶哩在2017年度總營收為24.68億元人民幣，年度淨虧損為1.01億元人民幣。2017年第四季度的月度活躍用戶為7180萬，是2016年第一季度的2.5倍。B站用戶中有81.7%出生於1990至2009年之間。根據2017年6月和10月的報告，嗶哩嗶哩是中國24歲以下用戶最喜愛APP的第一名。該站是中國互聯網業唯一嚴格執行社區准入制度的大型平台，其會員的第十二個月的留存率超過79%，用戶日均使用時長為76.3分鐘。高時長和高留存為其會員特性，使得遊戲收入具有高變現性，2017年時遊戲收入佔B站總收入83.4%，並且很少依靠外來流量，90%遊戲玩家來自社區用戶。

## 流行文化

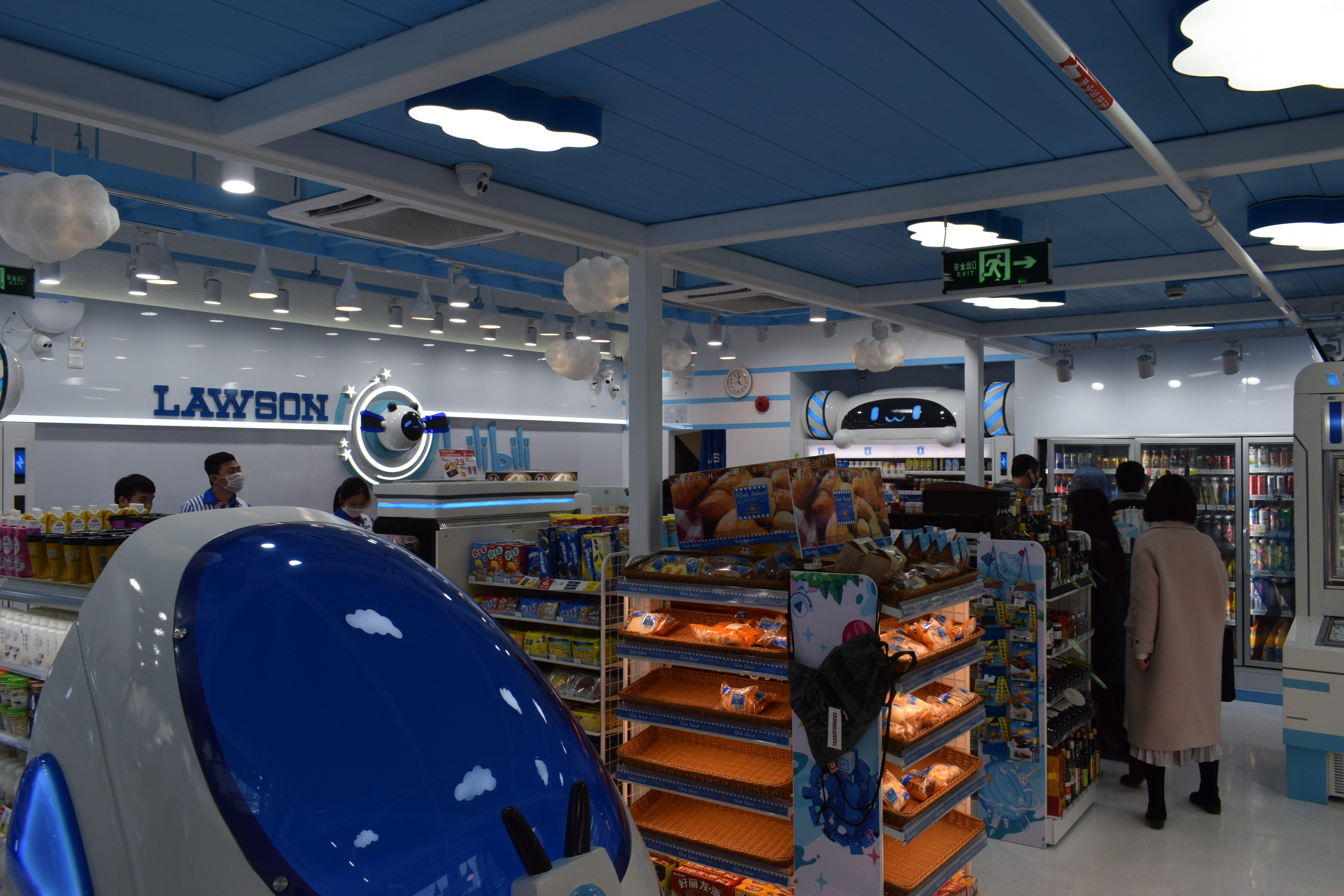
位于上海市的罗森bilibili主题店一楼

2010年，B站举办了一个“bilibili娘投票活动”。在最终的投票结果中，由于22号和33号作品同时获得最高票，B站官方同时将这两个作品设定为B站的站娘，并取名为“22娘”和“33娘”。
2011年起，网站在農曆新年前後舉辦的ACG向的慶祝活動bilibili拜年祭（2010年为拜年祭前身，不属于拜年祭），每一年皆有不同主題。自2021年起，“拜年祭”更名为“拜年纪”。
2017年，B站一年共产生10亿多条弹幕。该站延请中国社科院语言研究所、文学所的学者任弹幕评审团以回顾该年弹幕。其中「囍」字当选为年度弹幕。弹幕评审团专家之一的中国社会科学院语言研究所二级研究员、辞书编纂研究中心副主任储泽祥关注到「弹幕语言」中年轻人会赋予文字新的含义。中国社科院文学所学者郑熙青则认为，该站的二次创作展现了新一代的想象力和创造力。
2018年1月8日，位于bilibili新大楼后侧的罗森哔哩哔哩主题店开业，整个店面是按照哔哩哔哩网页的风格和配色搭配。

## 社会活动

### 哔哩哔哩视频卫星
哔哩哔哩视频卫星于2020年9月15日发射，是中国大陆首个由互联网公司定制的科普性视频遥感卫星，该卫星是由长光卫星技术有限公司自主研发，可获取遥感视频，并用于制作科普视频，其内容将包含科技、人文等多个方面，以此来鼓励年轻一代保持好奇，不断探索。

### 哔哩哔哩小学
2019年6月26日，在哔哩哔哩成立十周年之际，bilibili正式宣布与美丽中国达成深度合作，在云南大理巍山共同建设“哔哩哔哩美丽小学”。B站将支持美丽小学师资建设，还将对校园硬件进行维护升级，包括教室设施、宿舍床柜，以及校园文化建设。同时，B站还会发挥自己的优势，对学校进行艺术、科创等课程资源和综合素养培育的支持，丰富哔哩哔哩美丽小学的艺术、科创类视频课程资源。
在2020年6月26日B站十一周年的演讲会上，bilibili宣布将与上海真爱梦想公益基金会合作，在贵州省遵义市务川仡佬族苗族自治县建设一所“哔哩哔哩梦想小学”（务川第五小学）。B站也将为该校持续招募和培养青年支教老师，并为青年支教老师提供发展机会。

### 中国宋庆龄基金会人民日报媒体公益专项基金
2019年2月22日，中国宋庆龄基金会人民日报媒体公益专项基金正式启动，bilibili作为发起单位及首个捐赠企业于2018年底与中国宋庆龄基金会签署相关协议，向基金会捐赠善款并携手专项基金，开展符合基金运营有关要求的各类活动与公益项目，推动全国各地主流媒体参与优质内容特别是正能量视频的创作。

### COVID-19疫情捐助
2020年1月25日晚，哔哩哔哩宣布向湖北省慈善总会捐赠1000万元，并启动「紧急援助武汉行动」。该专项基金将用于支持湖北省2019冠状病毒病疫情防疫工作，保护一线的医护人员。同时还紧急调拨物资，向武汉协和医院、武汉华中科技大学同济医学院附属同济医院首批捐赠价值超30万元的16000个N95 FDA推荐防护口罩。